# Váci Dunakanyar Színház
A Váci Dunakanyar Színház Vác első színháza, mely 2013. április 5-én kezdte meg működését. Ügyvezető igazgatója dr. Varga Katalin.

## A színház épületének története
A Váci Dunakanyar Színház épülete 1927 tavaszán épült. A tervrajzokat Váczy-Hübschl Kálmán, Vác városi főmérnöknek köszönhetjük. Ekkor a Váci Reménység Egyesület terve egy közösségi ház létrehozása volt. A beton alapok elkészítése után, vasárnap délelőtt megtartották az ünnepélyes Alapkő Letételt. Az alapkőbe helyezendő okmányt, a jelen levők aláírták, majd felhengerítve, 3-4 ezüstpengő kíséretében hengerbe tették, amelyet az alapba betéve, befalazták.
A ’30-as években a kultúrház élete sokat fejlődött. Óvoda, főző- és szabás-varrás tanfolyam, tánciskola, klubélet, dalárda próbák, biliárd, ping-pong, sakk, dominó, kártyafoglalkozások. Olvasó- és könyvtárterem, rádiószoba működött az épületben.
A műkedvelő színjátszók a tökéletes felszereltségű (zsinórpadlás és süllyesztő) színpadon, illetve a csatlakozó öltözőkben készülhettek előadásaikra. A színpad a függönyön kívül fémredőnnyel is el volt választva a nagyterem (mozi) nézőterétől, így mozielőadás alatt is gyakorolhattak, próbálhattak.
1944 decemberében a kultúrház berendezését szétdobálták, a vitrinekből a győzelmi trófeák, serlegek, dísztárgyak, érmek, a falakról az oklevelek eltűntek. A közvetlen háborús eseményeket követően a Vác Városi Nemzeti Bizottság 1945. február 20-i határozatával a kultúrházat teljes berendezésével, felszerelésével együtt lefoglalta.
1945 tavaszán már szovjet propagandafilmek vetítésére használták. A viszonyok rendeződése után 1946 augusztusától a mozi a Kisgazda Mozgóképüzemi Rt. „KIMORT” kezelésébe került. A moziért és a vetítőberendezésekért bért fizettek az egyesületnek. Ez az állapot az 1948 nyarán bekövetkezett államosításig állt fenn.
Az utóbbi időben Dunagyöngye Filmszínház néven moziként üzemelt, az utolsó vetítést 2007-ben tartották meg. Az épület majd 5 éven keresztül üresen állt.
2012 februárjában Góczán Zsolt, a Fónay – HUMÁNIA – Társulat vezetője, kérelmezte a „volt mozi” épületének használatát. A városban működő színjátszó kör ugyanis kinőtte a helyi művelődési ház falait. 2012 júliusában megkapták a helyiséghasználati engedélyt és már abban a hónapban hozzáláttak a belső felújításhoz.
2012. november 22-én Város Testülete megszavazta, hogy az épület adjon otthont Vác első színházának, a Váci Dunakanyar Színháznak, melynek ügyvezető igazgatója, Kis Domonkos Márk lett.
2019-ben az intézmény kiemelt művészeti szervezet lett, melynek alapján 50 millió forintos állami támogatásra jogosult. 2019 februárjától a színház művészeti vezetője Bakos-Kiss Gábor színművész lett.
Kis Domonkos Márk 2020 februárjában bejelentette lemondását az intézmény éléről. 2020. március 1-től Varga Katalin ügyvezető igazgató vezeti a színházat. 2020. áprilistól művészeti igazgató Molnár Bence színművész lett.

## Igazgatói
- Kis Domonkos Márk (2012-2020)
- dr. Varga Katalin (2020-)[4] nem igaz